# August von Hanstein-Knorr
Wilhelm Ludwig August Freiherr von Hanstein-Knorr (* 23. August 1803; † 28. April 1878) war ein deutscher Politiker, kurhessischer Staatsrat, Kammerherr und Obersteuerdirektor.

## Herkunft
August von Hanstein war ein Sohn des hessischen Staatsministers Carl von Hanstein (1772–1861) und dessen Ehefrau Wilhelmine, geborene Freiin von Haynau (1783–1866), einer natürlichen Tochter des Landgrafen Wilhelm IX. von Hessen-Kassel und der Rosa Dorothea Ritter. Sein Bruder Edmund (1808–1887) war preußischer Generalleutnant.

## Familie
Hanstein heiratete am 3. Juni 1838 Emma Freiin von Knorr (1807–1876), Erbfrau des Rittergutes Sollstedt. Sie war eine Tochter des preußischen Oberstleutnants a. D. Sittig von Knorr auf Sollstedt und Breitenbich, und der Friederike von Laure. Aus der Ehe gingen drei Kinder hervor:
- Sitta (* 1839) ⚭ 22. April 1867 Jonas von Rosen (1834–1881), Landrat des Kreises Hadersleben
- Werner Carl (* 1840), preußischer Offizier
- Clara Marie (* 3. Oktober 1846; † 20. Februar 1929) ⚭ 6. Juli 1873 Rudolf von Bünau (* 15. Juni 1842; † 24. Februar 1898), preußischer Regierungsrat in Stettin[2]

Nach dem Tod seines Schwiegervaters erhielt Hanstein den kurfürstlichen Konsens zur Namen- und Wappenvereinigung und begründete dadurch die Linie Hanstein-Knorr. Entsprechend wurde auch mit seinem Schwager Wilhelm von Wintzingerode verfahren, der sich nun Wilhelm von Wintzingerode-Knorr nannte.

## Laufbahn
Hanstein besuchte das Gymnasium in Weilburg und studierte ab 1822 Rechtswissenschaften an den Universitäten Göttingen und Heidelberg. Von 1837 bis 1848 war er Oberfinanzrat in Kassel, ab 1848 Mitglied der Oberfinanzkammer und 1856 für kurze Zeit kurhessischer Finanzminister. Er war Staatsrat, 1856 provisorischer Direktor und 1857–1861 Direktor des Obersteuerkollegiums.